# Clos Alexandre
Le Clos Alexandre est un jardin d’agrément privé situé au sud-ouest de la ville d’Amiens non loin du Campus. Il est ouvert au public lors de manifestations culturelles.

## Histoire
En 1932, Alexandre Lemaître fit de ce bout de campagne un jardin. Il était organisé à partir d’une allée de 150 mètres de long qui le traversait dans le sens de la longueur, elle était bordée de chaque côté par une rangée de pommiers cordons. Des poiriers en espalier étaient placés perpendiculairement et formaient des parcelles où furent plantés d’autres arbres fruitiers : cerisiers, abricotiers, pruniers, pêchers…
À la mort d’Alexandre Lemaître, le jardin fut progressivement abandonné.
En 1992, il fut réaménagé par son fils Jean Lemaître et sa sœur Nicole. Il a été labellisé Jardin remarquable en 2009 mais ne figure plus dans la liste au 31 janvier 2016.

## Caractéristiques
D’une superficie de 5 000 m2, ce jardin a été profondément transformé à partir de 1992. Le fil conducteur du réaménagement est celui du symbole de l’homme-jardinier. Il se compose d’un potager, d’une pergola, d’une roseraie, d’un sous-bois et d’un verger. Certaines espèces rares proviennent du Chili ou du Japon.
Le jardin se décline en huis clos :
- le jardin d’eau,
- le labyrinthe de pommiers,
- le Cloître médiéval,
- le potager,
- le jardin romantique,
- le jardin en pots,
- le petit bois,
- le jardin en perspective.

250 espèces et plus de 1 500 variétés peuplent le jardin dont des collections de : 
- clématites,
- érable du Japon,
- viburnum...